# 라제슈와리 사치데브
라제슈와리 사치데브(힌디어: राजेशवरी सचदेव, 영어: Rajeshwari Sachdev, 1975년 4월 14일 ~ )는 인도의 배우이다.

## 출연 작품
- 7일 안에 영화 만들기 (2009)
- 완벽한 남편 (2003)
- 라훌 (2001)
- 카마수트라 (2000)